# Verheyen (achternaam)
Verheyen is een Nederlandse familienaam met een toponymische oorsprong. De naam verwijst naar het woord heide, dat eertijds een ruimere betekenis had als open, onbewerkt land.
Varianten op de achternaam zijn: 
Van den Eden, Van den Eeden, Van der Eide, Eidmann, Van Eijden?, Van der Eijden, Eijdman, Hedeman, Hedemann, Vd Heden, Van Hee, Vd Hee, Heede, Vd Heeden, (Hei), De Hei, Op Hei, Vd Hei, Heida, Heidanus, Heide, De Heide, Ter Heide, Vd Heide, Heidema, Heideman, Heidemann, Heidemans, Heiden, De Heiden?, Vd Heiden, Heidenis, Heideveld, Heidinga, Heidingsfeld, Heidman, Heidmann, Heidmeijer, Heidsma, Heidstra, Heidt, Heidtmann, Heidveldt, (Heij), De Heij, Op Heij, Vd Heij, Heijda, Heijdanus, Heijde, De Heijde, Op der Heijde, Ter Heijde, Vd Heijde, Heijdeman, Heijdemann, Heijden, Ter Heijden, Van Heijden, Heijdens, Heijdt, Vd Heijdt, Heije, Heijt, Heijtman, Heit, Heite, Heitman, Heitmann, Heitmans, Vd Hijde, Vd Hijden, Van der Reiden, Van der Reijden, Verhei, Verheide, Verheiden, Verheij, Verheijde, Verheijden, Verheijdt, Verheije, Verheijen, Verheijke, Verhij, Verhijde, Verhijden, Verreij, Verreijen, Verrij.

## Bekende naamdragers
- Verheyen (bijna allen Belg)
  - Jan Verheyen (1963), filmregisseur, presentator en mediafiguur
  - Jan Verheyen (1944), voormalig voetballer en oud-international
  - Gert Verheyen, voetballer
  - Geert Verheyen, wielrenner
  - Jacques Verheyen (1855-1911), politicus
  - Jacques Verheyen (1911-1989), Nederlands glazenier
  - Mario Verheyen, voetballer
  - Napoleon Joseph Verheyen, magistraat
  - Philip Verheyen, heelkundige
  - Pieter Verheyen, componist
  - René Verheyen, voetballer
- Verheijen (allen Nederlander)
  - Verheyen (geslacht), Nederlands adellijk geslacht
  - Antonius Josephus Joannes Henricus Verheyen, politicus
  - Carl Verheijen, schaatser
  - Eddy Verheijen, schaatser
  - Erwin Verheijen, fotograaf
  - Fons Verheijen, architect
  - Hans Verheijen (1966), politicus voor het CDA
  - Hans Verheijen (1930-2002), inspecteur-generaal der krijgsmacht
  - Jan Verheijen, gewichtheffer
  - Lambert Verheijen, politicus
  - Mark Verheijen, politicus
  - Rop Verheijen, acteur